# Araneagryllus
Araneagryllus — вимерлий монотипний рід цвіркунів підродини Phalangopsinae з єдиним видом Araneagryllus dylani.  Скам'янілість була знайдена в Домініканській Республіці з домініканських відкладень бурштину раннього міоцену бурдигальського періоду на острові Гаїті.   Araneagryllus є першим цвіркуном Phalangopsinae, який був описаний на основі скам’янілостей. 
Рід відомий з одного 12,11 міліметра (0,477 дюйм) завдовжки жіночого екземпляру, голотип, який зараз зберігається в колекціях Американського музею природної історії в Нью-Йорку під номером «DR-12-32», і який вперше дослідив доктор Сем В. Хедс.  Доктор Хедс опублікував свій опис типу 2010 року в Зоологічному журналі Товариства Ліннея, том № 158.  Назва роду є поєднанням латинського aranea, що означає «павук», і gryllus, що означає «цвіркун» у зв’язку з загальною назвою підродини, до якої входить Araneagryllus.  Назва виду на честь Ділана Л. Хедса, сина доктора Хедса.  У самки спостерігається помітний розвиток білої «емульсії», що розвивається навколо ротових частин і на животі. 
Щиткоподібна переднеспинка Araneagryllus dylani має нерівномірно розташовані щетинки та помітні виступи вздовж центру та по краях. Ноги мають довжину з ділянками коротких і довгих щетинок та темний візерунок від плям на передньому сегменті до смужок на середньому сегменті. Метибія має два ряди з десятьма-дванадцятьма шипами, чотири субапікальні шпори та три верхівкові шпори, середня з яких значно довша за дві інші. Обидва церци, суглоб однієї задньої ноги та яйцеклад неповні, їх було видалено під час формування та полірування бурштинового зразка.  Кладистичний аналіз поміщає Araneagryllus в кладу, що складається з Arachnopsita, Leptopedetes, Longuripes, Mayagryllus, Nemoricantor і Prolonguripes . Усі сім родів, серед інших ознак, мають подовжену середню верхівкову шпору. 